# Nick Jonas
Nicholas „Nick“ Jerry Jonas (* 16. září 1992, Dallas, Texas, USA) je americký zpěvák, textař, skladatel, pianista, kytarista, bubeník a herec známý především jako člen Jonas Brothers, pop-rockové kapely, kterou založil se svými bratry Joem a Kevinem Jonasovými.
Původně sólová kariéra Nicka Jonase přerostla ve spolupráci s bratry na skupině Jonas Brothers. Zahrál si v seriálu Disney Channel s názvem JONAS (později JONAS LA) jako Nick Lucas po boku svých bratrů. Hrál v originálním filmu Disney Channel Camp Rock i v jeho pokračování Camp Rock 2: Velký koncert, kde ztvárnil postavu jménem Nate Gray. Vytvořil skupinu Nick Jonas & The Administration a jejich první album vyšlo v roce 2010. V roce 2015 moderoval 28. ročník předávání cen Kids' Choice Awards. Byl obsazen do seriálu stanice FOX s názvem Scream Queens a zahrál si i v seriálu Kingdom. V roce 2020 se připojil k porotcům americké reality-show The Voice.

## Životopis
Narodil se v Dallasu do nábožensky orientované rodiny. Jeho rodiče jsou Denise (rozená Miller) a Paul Kevin Jonas "starší". Vyrostl ve Wyckoffu v New Jersey. Byl vzděláván doma svou matkou. Má irské (jeho dědeček z matčiny strany), italské a německé předky. Má dva starší bratry Kevina (narozený v roce 1987) a Joea (narozený 1989) a mladšího bratra Frankieho (narozený v roce 2000). Ve 13 letech mu byla diagnostikována cukrovka I. typu. Od 6. srpna 2008 se spojil s Bayer Diabetes Care a pomáhá mladým diabetikům žít normální život.
Miley Cyrusová uvedla, že s Jonasem chodila od června 2006 do prosince 2007. V létě 2008 se spekulovalo, že chodí s herečkou a zpěvačkou Selenou Gomezovou, se kterou si byli velice blízcí i začátkem roku 2010. V květnu roku 2011 se spekulovalo o vztahu se zpěvačkou Deltou Goodrem. Od srpna 2013 chodil s Miss Universe Olivií Culpo. V roce 2018 se zasnoubil a v prosinci téhož roku oženil s Miss World 2000 a bollywoodskou herečkou Priyankou Chopra dle indických tradic v paláci Umaid Bhawan přímo v Indii. Opulentní svatba trvala 3 dny.

## Kariéra

### 2000-05: Začátky aNicholas Jonas
Jonasova kariéra začala, když byl v 6 letech se svou matkou v holičství, kde ho jedna ze zákaznic slyšela zpívat a doporučila ho agentce. V 7 letech začal hrát na Broadwayi, objevil se ve hrách Vánoční koleda (jako Tiny Tim a Scrooge), Annie Get Your Gun (jako Malý Jake), Kráska a Zvíře (v roce 2002, jako Chip), Bídníci (v roce 2003, jako Gavroche) a v Za zvuků hudby (jako Kurt).
V roce 2002 napsal se svým otcem písničku "Joy to the World (A Christmas Prayer)". V listopadu 2003 INO Records obdrželi demo písničky, zveřejnili ji a písnička se stala ihned velice oblíbenou.
V září 2004 ho objevila nahrávací společnost Columbia Records a Nick brzy podepsal smlouvu jak s INO Records tak s Columbia Records. V prosinci měl vydat své první album Nicholas Jonas, ale vydání bylo posunuto a nakonec vyšlo album jen v omezeném nákladu. Na písních pro album pracoval Nick se svými bratry. Když pak album na začátku roku 2005 slyšel nový prezident Columbia Records Steve Greenberg, zalíbil se mu Nickův hlas, ačkoli album celé nikoli.

### 2005-10: Jonas Brothers
Po poslechnutí písně "Please Be Mine" se ředitel nahrávací společnosti Columbia Records rozhodl podepsat smlouvu se všemi bratry jako tříčlennou skupinu. Ačkoli původně plánovali nazvat svojí kapelu "Sons of Jonas", nakonec ji nazvali "Jonas Brothers". První album It's About Time pak vyšlo 8. srpna 2006 v omezeném počtu kopií. Kvůli nízké podpoře alba i jejich skupiny se Jonas Brothers rozhodli spolupráci s Columbia Records ukončit.

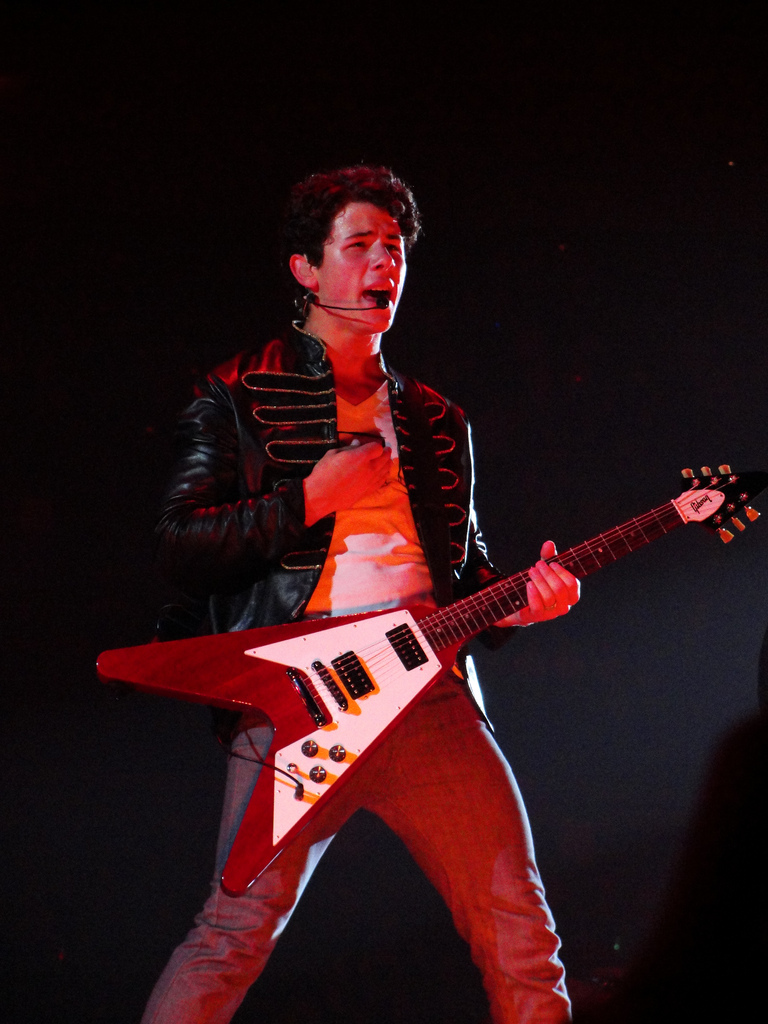
Nick Jonas v červnu 2009

V únoru roku 2007 skupina podepsala smlouvu s Hollywood Records. Své druhé album s názvem Jonas Brothers vydali 7. srpna 2007 a umístilo se na pátém místě v žebříčku Billboard 200 v prvním týdnu prodeje. 17. srpna 2007 vystoupili jako hosté v televizním seriálu Hannah Montana. Epizodu sledovalo téměř 10.7 milionů lidí a stala se nejsledovanější epizodou jakéhokoliv seriálu Disney Channelu vůbec.
Televizní seriál Jonas Brothers žijí svůj sen měl premiéru na Disney Channel 16. května 2008. Bratři Jonasové si zahráli ve filmu Camp Rock a ve jeho dalším díle Camp rock 2: Velký koncert.
Třetí studiové album A Little Bit Longer vyšlo 12. srpna 2008 a prodalo se ho přes 2 miliony kopií po celém světě. 2. května 2009 měl premiéru další seriál Jonas, ve kterém bratři hráli hlavní role. Druhá série seriálu byla přejmenovaná na Jonas L.A. a měla premiéru 20. června 2010.
Čtvrté studiové album Lines, Vines and Trying Times bylo vydáno v červnu roku 2009.

### 2010-13: Sólo projekty
V roce 2010 vytvořil Nick kapelu "Nick Jonas & the Administration" a 2. února 2010 vydali první album Who I Am. 
21. června 2010 Nick debutoval v Londýnském West Endu v muzikálu Bídníci, ale tentokrát jako Marius Pontmercy. Měl hrát tuto roli pouze po dobu tří týdnu, ale díky změnám v programu turné Jonas Brothers nakonec zůstal až do 24. července. 3. října pak účinkoval na koncertu, uspořádaném na počest 25 let od uvedení Bídníků, kde si znovu zahrál roli Mariuse Pontmercyho.
V únoru roku 2012 se objevil v seriálu Smash, kde si zahrál roli mladého hudebníka Lyleho Westa. Od ledna do července roku 2012 hrál J. Pierreponta Finche v muzikálu How to Succeed in Business Without Really Trying. Pro soundtrackové album k muzikálu nahrál pět písní.

### 2013-současnost:Nick Jonasa další projekty

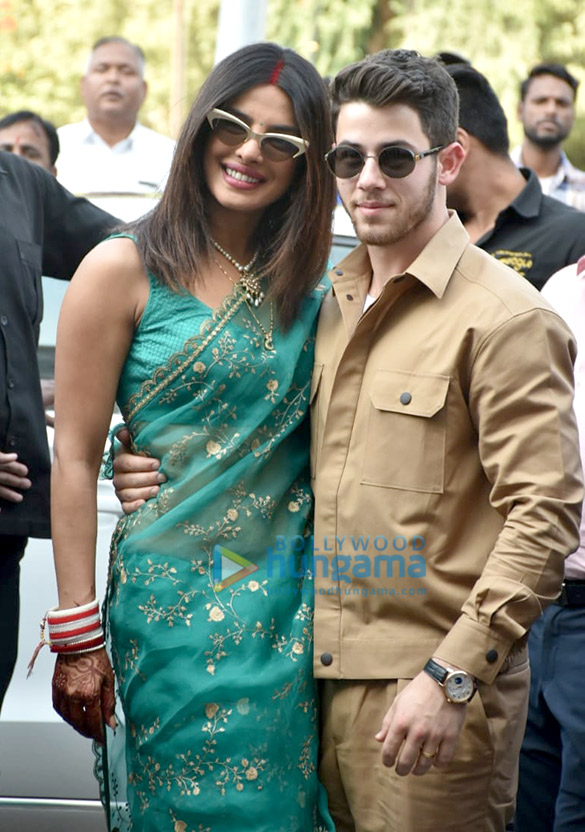
Jonas a jeho manželka Priyanka Chopra v Džódhpuru v roce 2018.

18. března 2013 bylo oznámeno, že se Nick objeví ve thrillerovém filmu Carful What You Wish For. 18. února bylo oznámeno, že si zahraje roli Nata Hendersona v dramatickém seriálu Kingdom.
24. července vydal svůj singl "Chains". Druhý singl "Jealous" byl vydán 7. září. 10. listopadu 2014 prostřednictvím společnosti Island Records vydal své druhé studiové album jako sólo umělec nazvané Nick Jonas. Album se umístilo na šestém místě v žebříčku Billboard 200 a za první týden se pro Spojených státech prodalo 37 000 kopií.
Objevil se jako hostující mentor zpěvačky Christiny Aguilery v 8. sérii americké talentové show The Voice. V lednu 2015 bylo oznámeno, že získal roli v novém hororovém/komediálním seriálu Scream Queens. Stal se také předskokanem Kelly Clarkson na jejím turné "Piece by Piece Tour", které začalo v říjnu 2015.
V roce 2017 vydal singly "Remember I Told You“ a "Find You“. Se skladbou "Home“ přispěl k soundtracku k animovanému filmu Ferdinand. Píseň byl nominovaná na cenu Zlatý glóbus. V roce 2018 spolupracoval na skladbě "Right Now“ s Robinem Schulzem a Skylar Grey. V srpnu 2018 bylo oznámeno, že svůj hlas propůjčí do animovaného filmu UglyDolls. Premiéra filmu se odehrála dne 10. května 2019. V roce 2019 se připojil k porotcům americké reality-show The Voice.
V roce 2019 se dal spolu se svými bratry znovu dohromady a skupina Jonas Brothers ohlásila návrat na hudební scénu se singlem "Sucker", který se stal několikrát platinovým. Později během roku vydali i nové album. V listopadu téhož roku se Nick objevil ve válečném filmu Rolanda Emmericha s názvem Bitva u Midway.

## Ocenění
- 2009 - LOS Premios MTV Lationoamérica (Nejlépe oblékaný)
- 2010 - Young Hollywood Awards (Umělec roku)
- 2011 - DRLC (Dream Award)
- 2012 - Broadway Beacon Awards (Přínos divadelní komunitě)
- 2013 - Teen Choice Award (Acevue Inspirující ocenění)
- 2014 - Young Hollywood Awards (Nejúspěšnější crossover umělec)
- 2015 - Nickelodeon Kids' Choice Awards (Nejoblíbenější zpěvák)

## Diskografie
- Nicholas Jonas (2005)
- Nick Jonas (2014)
- Last Year Was Complicated (2016)

## Filmografie

### Film
| Rok  | Název                                                  | Role                | Poznámky          |
| ---- | ------------------------------------------------------ | ------------------- | ----------------- |
| 2008 | Hannah Montana a Miley Cyrus: To nejlepší z obou světů | Sám sebe            | 3D koncertní film |
| 2008 | Camp Rock                                              | Nate Grey           | TV film           |
| 2009 | Jonas Brothers: The 3D Concert Experience              | Sám sebe            | 3D koncertní film |
| 2009 | Noc v muzeu 2                                          | Cherub              |                   |
| 2010 | Camp Rock 2: Velký koncert                             | Nate Gray           | TV film           |
| 2010 | 25. Výroční koncert: Les Misérables                    | Marius Pontmercy    |                   |
| 2011 | Jonas Brothers: The Journey                            | Sám sebe            |                   |
| 2014 | Careful What You Wish For                              | Doug Martin         |                   |
| 2015 | Zasvěcení                                              | Brett Land          |                   |
| 2017 | Demi Lovato: Simply Complicated                        | Sám sebe            | dokument          |
| 2017 | Jumanji: Vítejte v džungli!                            | Jefferson McDonough |                   |
| 2019 | UglyDolls                                              | Lou (hlas)          |                   |
| 2019 | Jumanji: Další level                                   | Jefferson McDonough |                   |
| 2019 | Bitva u Midway                                         | Bruno               |                   |
| 2020 | Chaos Walking                                          | Davy Prentiss Jr.   |                   |

### Televize
| Rok       | Název                        | Role             | Poznámky                                                |
| --------- | ---------------------------- | ---------------- | ------------------------------------------------------- |
| 2007      | Hannah Montana               | Sám sebe         | Epizoda: "Me and Mr. Jonas and Mr. Jonas and Mr. Jonas" |
| 2008–2010 | Jonas Brothers žijí svůj sen | Sám sebe         |                                                         |
| 2009      | Band in a Bus                | Sám sebe         |                                                         |
| 2009–2010 | Jonas/Jonas L.A.             | Nick Lucas       | Hlavní role                                             |
| 2011      | Mr. Sunshine                 | Eli White        | Epizoda: "Employee of the Year"                         |
| 2011      | Poslední zůstává             | Ryan Vogelson    | Epizoda: "Last Christmas Standing"                      |
| 2012      | Smash                        | Lyle West        | Epizody: "The Cost of Art", "Bombshell"                 |
| 2012      | Submission Only              | Osamělý tanečník | Epizoda: "Another Interruption"                         |
| 2012      | X Factor                     | Sám sebe         | 2. série (Dům porotců)                                  |
| 2012–2013 | Married to Jonas             | Sám sebe         | 4 díly                                                  |
| 2013–2014 | Hawaii 5-0                   | Ian Wright       | 3 díly                                                  |
| 2014–2017 | Kingdom                      | Nate Kulina      | hlavní role, 40 dílů                                    |
| 2015      | Scream Queens                | gay Boone        | vedlejší role, 5 dílů                                   |
| 2015      | The Voice                    | sám sebe         | 8. řada (porotce: souboje)                              |
| 2016      | V divočině s Bearem Gryllsem | sám sebe         | 1 díl                                                   |
| 2019      | Songland                     | Sám sebe         | díl: „Jonas Brothers“                                   |
| 2020–2021 | The Voice                    | Sám sebe         | porotce                                                 |

## Turné
- Hlavní:
  - Who I Am Tour (2010)
  - Nick Jonas 2011 Tour (2011)
  - Nick Jonas Live (2014)
- Předskokan:
  - Piece by Piece Tour (Kelly Clarkson) (2015)
- Speciální host:
  - A Special Night with Demi Lovato (2012)
  - Neon Lights Tour (Demi Lovato) (2014)
  - The Jingle Bell Tour (2014)
  - Nickelodeon Kids' Choice Awards (2015)
- Tvůrce/Režisér:
  - Neon Lights Tour (Demi Lovato) (2014)